# Comissari Europeu d'Assumptes Econòmics i Monetaris
El Comissari Europeu d'Assumptes Econòmics i Monetaris és un membre de la Comissió Europea responsable dels assumptes econòmics i monetaris de la Unió Europea.
L'actual comissari responsable d'aquesta cartera és el letó Valdis Dombrovskis.

## Orígens
En la formació de la Comissió Hallstein I l'any 1958 es creà la cartera del Comissari Europeu d'Assumptes Econòmics i Financers, cartera que posteriorment es dividí en el 'Comissari Europeu d'Assumptes Econòmics i Monetaris', Programació Financera i Pressupostos i Assumptes Administratius, Auditoria i Lluita contra el Frau.

## Llista de Comissaris d'Assumptes Econòmics i Monetaris
| Comissió                                            | Inici                                               | Finalització                                        | Nom                                                 | País                                                | Partit                                              |
| Comissari Europeu d'Assumptes Econòmics i Financers | Comissari Europeu d'Assumptes Econòmics i Financers | Comissari Europeu d'Assumptes Econòmics i Financers | Comissari Europeu d'Assumptes Econòmics i Financers | Comissari Europeu d'Assumptes Econòmics i Financers | Comissari Europeu d'Assumptes Econòmics i Financers |
| Hallstein I                                         |                                                     |                                                     |                                                     |                                                     |                                                     |
| --------------------------------------------------- | --------------------------------------------------- | --------------------------------------------------- | --------------------------------------------------- | --------------------------------------------------- | --------------------------------------------------- |
| Hallstein I                                         | 7 de gener de 1958                                  | 9 de gener de 1962                                  | Robert Marjolin                                     | França                                              | ind.                                                |
| Hallstein II                                        |                                                     |                                                     |                                                     |                                                     |                                                     |
| 10 de gener de 1962                                 | 30 de juny de 1967                                  | Robert Marjolin                                     | França                                              | ind.                                                |                                                     |
| Rey                                                 |                                                     |                                                     |                                                     |                                                     |                                                     |
| 2 de juliol de 1967                                 | 30 de juny de 1970                                  | Raymond Barre                                       | França                                              | UDF                                                 |                                                     |
| Malfatti                                            |                                                     |                                                     |                                                     |                                                     |                                                     |
| 1 de juliol de 1970                                 | 21 de març de 1972                                  | Raymond Barre                                       | França                                              | UDF                                                 |                                                     |
| Mansholt                                            |                                                     |                                                     |                                                     |                                                     |                                                     |
| 22 de març de 1972                                  | 5 de gener de 1973                                  | Raymond Barre                                       | França                                              | UDF                                                 |                                                     |
| Ortoli                                              |                                                     |                                                     |                                                     |                                                     |                                                     |
| 6 de gener de 1973                                  | 5 de gener de 1977                                  | Wilhelm Haferkamp                                   | Alemanya                                            | SPD                                                 |                                                     |
| Jenkins                                             |                                                     |                                                     |                                                     |                                                     |                                                     |
| 6 de gener de 1977                                  | 5 de gener de 1981                                  | François-Xavier Ortoli                              | França                                              | RPR                                                 |                                                     |
| Thorn                                               |                                                     |                                                     |                                                     |                                                     |                                                     |
| 6 de gener de 1981                                  | 5 de gener de 1985                                  | François-Xavier Ortoli                              | França                                              | RPR                                                 |                                                     |
| Comissari Europeu d'Assumptes Econòmics i Monetaris |                                                     |                                                     |                                                     |                                                     |                                                     |
| Delors I                                            |                                                     |                                                     |                                                     |                                                     |                                                     |
| 6 de gener de 1985                                  | 22 de setembre de 1987                              | Alois Pfeiffer                                      | Alemanya                                            | SPD                                                 |                                                     |
| 22 de setembre de 1987                              | 5 de gener de 1989                                  | Peter Schmidhuber                                   | Alemanya                                            | CSU                                                 |                                                     |
| Delors II                                           |                                                     |                                                     |                                                     |                                                     |                                                     |
| 6 de gener de 1989                                  | 5 de gener de 1993                                  | H. Christophersen                                   | Dinamarca                                           | Venstre                                             |                                                     |
| Delors III                                          |                                                     |                                                     |                                                     |                                                     |                                                     |
| 6 de gener de 1993                                  | 22 de gener de 1995                                 | H. Christophersen                                   | Dinamarca                                           | Venstre                                             |                                                     |
| Santer                                              |                                                     |                                                     |                                                     |                                                     |                                                     |
| 23 de gener de 1995                                 | 15 de març de 1999                                  | Yves de Silguy                                      | França                                              | PS                                                  |                                                     |
| Marín                                               |                                                     |                                                     |                                                     |                                                     |                                                     |
| 16 de març de 1999                                  | 15 de setembre de 1999                              | Yves de Silguy                                      | França                                              | PS                                                  |                                                     |
| Prodi                                               |                                                     |                                                     |                                                     |                                                     |                                                     |
| 16 de setembre de 1999                              | 26 d'abril de 2004                                  | Pedro Solbes Mira                                   | Espanya                                             | PSOE                                                |                                                     |
| 24 d'abril de 2004                                  | 21 de novembre de 2004                              | Joaquín Almunia                                     | Espanya                                             | PSOE                                                |                                                     |
| 1 de maig de 2004                                   | 21 de novembre de 2004                              | Siim Kallas                                         | Estònia                                             | ERP                                                 |                                                     |
| Barroso I                                           |                                                     |                                                     |                                                     |                                                     |                                                     |
| 22 de novembre de 2004                              | 9 de febrer de 2010                                 | Joaquín Almunia                                     | Espanya                                             | PSOE                                                |                                                     |
| Barroso II                                          |                                                     |                                                     |                                                     |                                                     |                                                     |
| 9 de febrer de 2010                                 | 1 de juliol de 2014                                 | Olli Rehn                                           | Finlàndia                                           | Keskusta                                            |                                                     |
| Juncker                                             |                                                     |                                                     |                                                     |                                                     |                                                     |
| 2 de juliol de 2014                                 | actualitat                                          | Valdis Dombrovskis                                  | Letònia                                             | Unitat                                              |                                                     |